# 九州・瀬戸内学生法学連盟
九州・瀬戸内学生法学連盟（きゅうしゅうせとうちがくせいほうがくれんめい）とは、九州地区と瀬戸内地区の各大学の法学の共同研究発表並びに各大学学生法学団体相互の親睦を図ることを目的として設立された団体である。1984年に連盟が併合された。福岡地方裁判所、福岡地方検察庁、九州弁護士会連合会、有斐閣、朝日新聞社による後援を受けている。開催後、翌月の月刊法学教室に成績が掲載される。

## 概要
2014年現在は、愛媛大学、香川大学、鹿児島大学、福岡大学、九州大学、広法研(広島大学)の計6校が参加している。
九州地区では1957年から毎年2回九州学生法律討論会が開催されていた。尚、以前の九州地区上記2校以外の参加校は九州大学、八幡大学（のち九州国際大学）、熊本大学、佐賀大学等である。

## 九州瀬戸内学生法律討論会
| 開催回数                                                             | 立論の部（順位：所属大学）                    | 質問の部（順位：所属大学）                      |
| -------------------------------------------------------------------- | --------------------------------------------- | ----------------------------------------------- |
| 第45回九州瀬戸内学生法律討論会（2024年6月8日（土）、場所：香川大学） | 第1位香川大学、第2位福岡大学、第3位鹿児島大学 | 第1位九州大学、第2位広島修道大学、第3位香川大学 |